# Gary Dourdan
Gary Dourdan, nato Gary Robert Durdin (Filadelfia, 11 dicembre 1966), è un attore e musicista statunitense, noto per la sua partecipazione nella famosa serie televisiva CSI - Scena del crimine, dove ha interpretato l'agente della scientifica Warrick Brown per le prime otto stagioni.

## Biografia
È nato da Sandy, stilista, e Robert Durdin, agente di musicisti jazz, con ascendenze francesi, irlandesi, scozzesi, africane ed indiane. Nel 1972, suo fratello fu ucciso spinto da un balcone durante una vacanza in Haiti.
Nonostante la sua passione rimanga la musica, intraprende la carriera di modello e dopo qualche anno cede alle lusinghe della televisione.
È stato scoperto dall'attrice, cantante e ballerina Debbie Allen. Nel 1993 è apparso nel video Again di Janet Jackson.
Dal 2000 al 2008 è sul set di CSI: Scena del crimine, recita in circa 200 episodi come attore protagonista e in altre serie TV americane, ottenendo un successo che lo porterà ad essere eletto "l'uomo più sexy del piccolo schermo" statunitense.
Nel cinema recita in 28 pellicole, tra le quali Perfect Stranger al fianco di Bruce Willis e Halle Berry; Alien - La clonazione con Sigourney Weaver Winona Ryder; Weekend con il morto 2; Black August e insieme a Brooke Shields, Gena Rowlands e James Duval è protagonista in The Weekend. Risale al 2011 la sua partecipazione a Jumping the Broom - Amore e altri guai.
Durante la carriera di attore Dourdan non ha mai smesso di coltivare la sua passione per la musica. Ha continuato a suonare e a scrivere. Ha fatto diverse collaborazioni; ha duettato con Keziah Jones e con Ayo; con Macy Gray si è esibito agli Emmy Awards, con i DMC durante a Barrie in Canada. A Roma, sul palco del Concerto del Primo Maggio 2016, ha duettato con Nina Zilli.
Gary è stato la guest star di alcune puntate della 5ª stagione di Glee, dove interpretava D-Shon, il produttore artistico di Mercedes, una delle protagoniste della serie televisiva. Inoltre interpreta un affascinante avvocato nella serie statunitense, ancora inedita in Italia, Being Mary Jane.

## Filmografia

### Cinema
- Weekend con il morto 2 (Weekend at Bernie's II), regia di Robert Klane (1993)
- Cronisti d'assalto (The Paper), regia di Ron Howard (1994)
- L'allenatrice (Sunset Park), regia di Steve Gomer (1996)
- Alien - La clonazione (Alien: Resurrection), regia di Jean-Pierre Jeunet (1997)
- Playing God, regia di Andy Wilson (1997)
- Fool's Paradise, regia di Richard Zakka (1997)
- Get That Number, regia di Stephen Leeds (1997) - Cortometraggio
- Thursday - Giovedì (Thursday), regia di Skip Woods (1998)
- La faccia violenta della legge (Scar City), regia di Ken Sanzel (1998)
- Weekend (The Weekend), regia di Brian Skeet (1999)
- New Jersey Turnpikes, regia di Bryan Buckley (1999)
- Trois, regia di Rob Hardy (2000)
- Dancing in September, regia di Reggie Rock Bythewood (2000) non accreditato
- Impostor, regia di Gary Fleder (2001)
- 60 Seconds of Distance, regia di Allen L. Sowelle (2006) - Cortometraggio
- Black August, regia di Samm Styles (2007)
- Perfect Stranger, regia di James Foley (2007)
- World on Fire (Fire!), regia di Raoul W. Heimrich (2008)
- The Magnificent Cooly-T, regia di Stephen Leeds (2009)
- Jumping the Broom - Amore e altri guai, regia di Salim Akil (2011)
- The Woods, regia di Michael Mandell (2012)
- Cobayas: Human Test, regia di Marcos Moreno (2012) - Cortometraggio
- Five Thirteen, regia di Kader Ayd (2013)
- The Last Letter, regia di Paul D. Hannah (2013)
- Redemption Day, regia di Hicham Hajji (2021)

### Televisione
- La legge, non la giustizia (The Good Fight), regia di John David Coles - film TV (1992)
- Tutti al college - serie TV, 13 episodi (1991-1992)
- New York Undercover - serie TV, episodio To Protect and Serve (1994)
- Keys, regia di John Sacret Young - film TV (1994)
- The Office - serie TV, 6 episodi (1995)
- Lois & Clark - Le nuove avventure di Superman - serie TV, episodio Never on Sunday (1996)
- Swift Justice - serie TV, 1 episodio (1996)
- Sins of the City - serie TV, Episodio Sins of the City (1998)
- Seven Days - serie TV, Episodio Daddy's Girl (1999)
- Beggars and Choosers - serie TV, Episodio Don't Try This at Home (1999)
- Rendezvous, regia di Roy Campanella II - film TV(1999)
- King of the World, regia di John Sacret Young - film TV (2000)
- Soul Food - serie TV, 6 episodi (2000-2001)
- Fillmore!- serie TV, Episodio Cry, the Beloved Mascot (2002)
- Lyric Cafe - serie TV, 1 episodio (2002)
- Kim Possible - serie TV, Episodio Team Impossible (2005) - voce
- CSI - Scena del crimine - serie TV, 183 episodi (2000-2008)
- Christine - serie TV, 3 episodi (2012)
- Belle's - serie TV, Episodio Runaway Bride (2013)
- Mistresses - serie TV, 5 episodi (2013)
- Glee - serie TV, episodio 5x18 (2014)
- Being Mary Jane - serie TV, 9 episodi (2015)
- Power - serie TV, episodio 5x10 (2018)
- First Wives Club – serie TV, 7 episodi (2021)
- And Just Like That... – serie TV, episodi 2x01-2x11 (2023)

## Discografia parziale
- 2009 - The One Ibiza: Live to Live
- 2015 - Mother Tongue
- 2024 - Seedless Grapes ft Matthew S[1]

## Doppiatori italiani
Nelle versioni in italiano dei suoi film, Gary Dourdan è stato doppiato da:
- Simone Mori in CSI - Scena del crimine, Perfect Stranger, Jumping the Broom - Amore e altri guai, Glee, And Just Like That...
- Andrea Ward in Swift - Il giustiziere, Alien - La clonazione
- Raffaele Farina in Thursday - Giovedì
- Massimo Bitossi in World on Fire
- Fabrizio Pucci in Mistresses

Da doppiatore è sostituito da:
- Gerolamo Alchieri in Kim Possible